# Georges Térof
Louis Émile Georges Lempereur dit Georges Térof, ou Térof, né dans le 11e arrondissement de Paris le 18 août 1874 et mort à Nice le 11 janvier 1949, est un acteur de théâtre et de cinéma français.

## Biographie
En dehors des rôles qu'il a interprété tant au théâtre qu'au cinéma, on connait peu de chose de la vie de Georges Térof sinon qu'il a débuté en 1893 à l'âge de 19 ans au théâtre Déjazet puis qu'il a été engagé de 1908 à 1913 au théâtre de l'Athénée, où il joue dans des pièces de Georges Feydeau, de Tristan Bernard ou de Francis de Croisset, en particulier lors de la création d'Arsène Lupin en octobre 1908. Il apparaît pour la première fois sur les écrans en mai 1913 et y sera présent dans une quarantaine de films jusqu'en 1944.
La Première Guerre mondiale interrompt la carrière de Térof tant au théâtre qu'au cinéma. Elle ne reprend qu'après la fin du conflit non plus à Paris mais à Nice où il s'est installé avec son épouse et où, désormais, ils tourneront et se produiront sur scène. En novembre 1921, il devient d'ailleurs vice-président de l'Union des Artistes Cinématographiques de Nice, ce qui confirme qu'il était déjà bien implanté dans la région à cette époque.
Marié en janvier 1901 à la comédienne Henriette Clairval, connue également sous le nom de Clairval-Térof, il tournera avec elle dans une demi-douzaine de films. Grand sportif dans sa jeunesse, Térof s'illustra notamment dans la course cycliste.
Georges Térof meurt à Nice cinq ans à peine après la sortie de son dernier film Béatrice devant le désir de Jean de Marguenat à l'âge de 74 ans.

## Théâtre
- 1895 : Un Carnaval d'auvergnats, opérette en 1 acte d'Émile Max et Eugène Leclerc, musique d'Auguste Gutello[9], au théâtre de Montargis (6 janvier)
- 1896 : Le Troupier qui suit les bonnes, vaudeville en 3 actes de Clairville, Pol Mercier et Léon Morand, au théâtre Déjazet (octobre) : Albinos[10]
- 1896 : Paris pour le Tsar, revue de Jules Oudot et Henry de Gorsse, au théâtre Déjazet (décembre) : Cabochon / Coquelin[11]
- 1897 : Une Fille encombrante, comédie-bouffe en 2 actes d'Albert Guimbourg, au théâtre Déjazet (3 février) : Lucien[12]
- 1897 : Les Locataires de M. Blondeau, vaudeville en 5 actes d'Henri Chivot, au théâtre Déjazet (10 avril) : Tancrède[13]
- 1897 : Une Paire de bottes, vaudeville en 1 acte d'Henri Chivot, au théâtre Déjazet (10 avril) : Clampin[14]
- 1897 : Les Femmes de Paul de Koch, vaudeville fantastique en 5 actes et 9 tableaux, de Léon et Frantz Beauvallet, au théâtre Déjazet (8 mai) : le Tourlourou / Nicolas Toupet[15]
- 1897 : La Voleuse d'enfants, drame en 5 actes et 6 tableaux d'Eugène Grangé et Lambert Thiboust, au théâtre de la République : Bob[16]
- 1897 : La Noce de Grivolet, vaudeville-opérette en 3 actes d'Henri Kéroul et Charles Raymond, musique de Marius Carman, d'après Don Carlos de Schiller, au théâtre Déjazet (octobre) : Dardillon
- 1897 : P'tit gars, drame en 5 actes et 8 tableaux de Fernand Meynet et Marie Geffroy, au théâtre de la République (25 novembre) : le gendarme Bigoudis
- 1898 : Les Girouettes, comédie-bouffe en 3 actes de Jules Lecoq et Georges Mathieu, au théâtre Déjazet (31 mai) : Jean
- 1898 : Mam'zelle Paris, vaudeville en 1 acte de Léon Miral, au théâtre Déjazet (19 octobre) : Musardon
- 1898 : A qui l'enfant ?, pièce en 3 actes de Léon Miral et Louis Nicarl, au théâtre Déjazet (19 octobre) : Adolphe
- 1898 : La Turlutaine de Marjolin, vaudeville en 3 actes de Maurice Soulié et Charles Darantière, au théâtre Déjazet (30 novembre) : Pinchard
- 1899 : L'Oncle d'Adolphe, vaudeville en 1 acte de Victor Gréhon et Pierre Monville, au théâtre Déjazet (31 janvier) : Plombinel[17]
- 1900 : Le Courrier de Lyon, drame en 5 actes et 7 tableaux d'Eugène Moreau, Paul Siraudin et Alfred Delacour, au théâtre des Folies-Dramatiques (15 novembre) : Fouinard
- 1901 : Amour aveugle, comédie en 5 actes en vers d'Albert Darmont, au théâtre des Folies-Dramatiques (11 janvier) : Arsène
- 1901 : Le Bossu, drame en 5 actes et 12 tableaux de Paul Féval et Anicet Bourgeois, au théâtre des Folies-Dramatiques (25 janvier) : Passepoil[18]
- 1901 : L'Auréole, comédie en 5 actes de Jules Chancel et Henry de Gorsse, au théâtre de l'Athénée (21 novembre) : un actionnaire
- 1902 : Famille-Sans-Nom, drame à grand spectacle en 5 actes, 1 prologue et 8 tableaux de Théo Bergerat, d'après le roman de Jules Verne, au théâtre du Château-d'Eau (29 mars) : Thomas Harcher
- 1908 : Le Boute-en-train, comédie-vaudeville en 3 actes d'Alfred Athis, au théâtre de l'Athénée (30 janvier) : le substitut Pomarel[19]
- 1908 : La Conquête des fleurs, comédie fantaisiste en 3 actes de Gustave Grillet, au théâtre de l'Athénée (10 mai) : l'esclave
- 1908 : Le Chant du cygne, comédie en 3 actes de Georges Duval et Xavier Roux, au théâtre de l'Athénée (29 mai) : Dominique[20]
- 1908 : Arsène Lupin, pièce en 4 actes de Francis de Croisset et de Maurice Leblanc, au théâtre de l'Athénée (28 octobre) : Firmin, le garde-chasse
- 1908 : Gaby se marie, pièce de caractère en 1 acte de Maurice de Faramond, au théâtre de l'Athénée (2 novembre) : Davincourt
- 1909 : Le Greluchon, comédie en 4 actes de Maurice Sergine, au théâtre de l'Athénée (17 mars) : Joseph, le valet de chambre[21]
- 1909 : La Cornette, comédie en 3 actes de Jeanne et Paul Ferrier, au théâtre de l'Athénée (8 octobre) : le docteur Barentin[22]
- 1909 : Un Mariage à Londres, comédie en 1 acte de Louis Forest, au théâtre de l'Athénée (octobre) : Jackson
- 1909 : Page blanche, comédie en 4 actes de Gaston Devore, au théâtre de l'Athénée (5 novembre) : le colonel
- 1910 : Les Bleus de l'Amour, comédie en 3 actes de Romain Coolus, au théâtre de l'Athénée (6 décembre) : le président Brunin[23]
- 1911 : L'Incident du 7 avril, comédie en 1 acte de Tristan Bernard, au théâtre de l'Athénée (20 mai) : Messadié
- 1911 : M. Pickwick, comédie burlesque en 5 actes de Georges Duval et Robert Charvay, d'après le roman de Dickens, au théâtre de l'Athénée (21 septembre) : Fogg[24]
- 1912 : Le Diable ermite, comédie en 4 actes de Lucien Besnard, au théâtre de l'Athénée (15 novembre) : le garçon de bar
- 1913 : La Main mystérieuse, comédie d'aventures en 3 actes de Fred Amy et Jean Marsèle, au théâtre de l'Athénée (9 janvier) : William
- 1913 : La Semaine folle, comédie en 4 actes d'Abel Hermant, au théâtre de l'Athénée (28 mars) : Cyril
- 1913 : Le Bourgeon, comédie en 3 actes de Georges Feydeau, au théâtre de l'Athénée (juin) : Luc / l'abbé Bourset
- 1913 : Paraphe 1er, comédie en 3 actes de Louis Bénière, au théâtre Fémina (22 novembre) : Saint-Alban
- 1913 : Triplepatte, comédie en 5 actes de Tristan Bernard et André Godfernaux, au théâtre de l'Athénée (30 novembre) : le marquis d'Avry
- 1914 : Madame Flirt, comédie en 4 actes de Paul Gavault et Georges Berr, au théâtre Fémina (4 mars) : La Tourette
- 1914 : Pétard, pièce en 3 actes d'Henri Lavedan, au théâtre du Gymnase (mai) : l'instituteur[25]
- 1914 : Le Zèbre, vaudeville en 3 actes de Paul Armont et Nicolas Nancey, au théâtre de la Renaissance, (28 juillet) : François
- 1915 : La Kommandantur, pièce en 3 actes de Jean-François Fonson, au théâtre du Gymnase (28 avril) : Durand[26]
- 1923 : Les Romanesques, comédie en 3 actes en vers d'Edmond Rostand, au théâtre de Verdure de Nice (août) : Pasquinot[27]
- 1924 : La Présidente, comédie en 3 actes de Maurice Hennequin et Pierre Veber, au nouveau Casino de Nice (janvier) : le président Tricointe[28]

## Filmographie[29]
- 1912 : Le Bossu, court-métrage d'André Heuzé : Passepoil[note 3]
- 1922 : Le Sang des Finoël, de Georges Monca et Rose Pansini
- 1923 : La Roue, d'Abel Gance : Machefer
- 1923 : Vindicta, de Louis Feuillade
- 1923 : La Cabane d'amour, de Juliette Bruno-Ruby : Antonio
- 1923 : Lucile, de Georges Monca : le père Jeanvoine
- 1924 : La Nuit d'un vendredi 13, de Gennaro Dini
- 1924 : L'Énigme du Mont Agel, d'Alfred Machin
- 1924 : Credo ou la Tragédie de Lourdes, de Julien Duvivier
- 1924 : Le Secret d'Alta Rocca, d'André Liabel : Antoine
- 1924 : Les Héritiers de l'oncle James / Les Millions de l'oncle James, d'Alfred Machin et Henry Wulschleger : le cousin Joris
- 1924 : Catherine ou Une vie sans joie, de Jean Renoir et Albert Dieudonné : Gédéon Grave[30]
- 1925 : La Fille de l'eau, de Jean Renoir : Monsieur Raynal[31]
- 1925 : Monte-Carlo, de Louis Mercanton : le secrétaire Wilson[32]
- 1925 : La Neuvaine de Colette, de Georges Champavert : Jacques de Collonges
- 1926 : Feu Mathias Pascal, de Marcel L'Herbier : l'amoureux du 12[33]
- 1926 : La Bonne Hôtesse / A la Bonne Hôtesse, de Juliette Bruno-Ruby : le Rat[34]
- 1927 : Le Manoir de la peur d'Alfred Machin et Henry Wulschleger : le maire
- 1928 : Confetti, de Graham Cutts : le marchand de confetti
- 1928 : Morgane la sirène, de Léonce Perret
- 1928 : Le Système D. Dé, de Jean Mugeli et Marcel Ollier
- 1931 : Laurette ou le Cachet rouge, de Jacques de Casembroot
- 1932 : La Nuit du carrefour, de Jean Renoir : l'inspecteur Lucas
- 1932 : Clair de lune, d'Henri Diamant-Berger : un marin
- 1932 : Quand tu nous tiens, amour, de Maurice Cammage
- 1932 : Par habitude, de Maurice Cammage : Roussel
- 1933 : Colomba, de Jacques Séverac : le préfet
- 1933 : Le Chemin du bonheur, de Jean Mamy
- 1933 : La Dernière Nuit, de Jacques de Casembroot
- 1933 : Baledon, d'Auguste Maïcon [non distribué][35]
- 1934 : Les Nuits moscovites, d'Alexis Granowsky : le premier ordonnance
- 1934 : L'Oncle de Pékin, de Jacques Darmont : Séraphin
- 1935 : Le Mystère Imberger, de Jacques Séverac
- 1937 : Les Réprouvés, de Jacques Séverac : un colon
- 1937 : Les Hommes sans nom, de Jean Vallée
- 1937 : Naples au baiser de feu, d'Augusto Genina : le vendeur
- 1939 : Raphaël le tatoué, de Christian-Jacque : Sisque
- 1940 : Tobie est un ange, d'Yves Allégret[note 4]
- 1940 : Paradis perdu, d'Abel Gance : Louis
- 1941 : Vénus aveugle, d'Abel Gance : un ami
- 1942 : Macao, l'enfer du jeu / L'Enfer du jeu, de Jean Delannoy : le général Lin-Tse
- 1944 : Béatrice devant le désir, de Jean de Marguenat : Machonneau